# Kameralamt Eßlingen
Das Kameralamt Eßlingen war eine Einrichtung des Königreichs Württemberg, die im Amtsbezirk Besitz und Einkommen des Staates verwaltete. Es bestand von 1806 bis 1922 in Eßlingen am Neckar. Das Kameralamt wurde im Rahmen der Neuordnung der Staatsfinanzverwaltung im Königreich Württemberg geschaffen.

## Geschichte

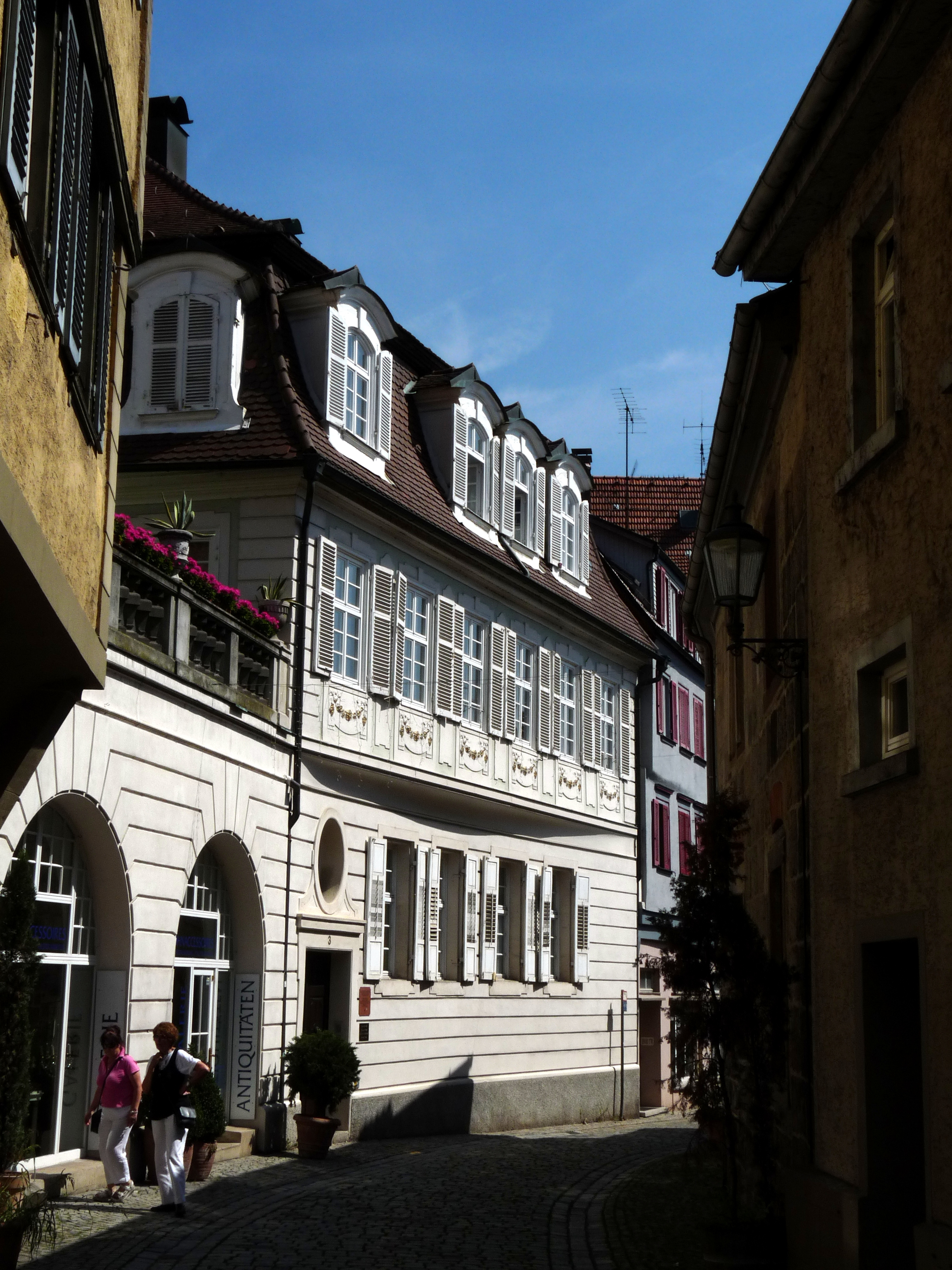
Haus Webergasse 3, Sitz des Kameralamts Eßlingen

Gemäß Verfügung vom 23. April 1807 wurden dem Steuereinnehmer Nagel in Eßlingen die Besorgung sämtlicher Kameralgefälle der bisherigen Pflege und geistlichen Verwaltung Eßlingen und der Klosterhofmeisterei in Weil übertragen.
Am 26. September 1836 hatte das Kameralamt Eßlingen die Orte Berkheim, Denkendorf, Köngen, Nellingen, Neuhausen des Oberamtsbezirks Eßlingen, Bernbach, Birkach, Riedenberg (mit Kleinhohenheim), Harthausen, Heumaden, Kemnath (mit Stockhausen), Obersielmingen, Plieningen (mit Hohenheim, Ruith, Scharnhausen und Untersielmingen) des Oberamtsbezirks Stuttgart vom aufgelösten Kameralamt Nellingen sowie die Orte Steinbach (mit Freitagshof) und Wendlingen (mit Bodelshofen) des Oberamtsbezirks Eßlingen vom Kameralamt Kirchheim unter Teck und Schanbach (mit Lobenrot) vom aufgelösten Kameralamt Beutelsbach zu übernehmen und die Orte Hedelfingen, Obertürkheim, Rohracker, Sillenbuch und Uhlbach (Oberamtsbezirk Cannstatt) an das Kameralamt Cannstatt abzutreten.
Aufgrund der Verordnung vom 6. März 1843 hatte das Kameralamt Eßlingen den vom Oberamt Schorndorf an das Oberamt Eßlingen abgetretenen Ort Aichschieß vom Kameralamt Schorndorf zu übernehmen und die 1836 vom aufgelösten Kameralamt Nellingen übernommenen zehn Gemeinden des Oberamts Stuttgart an das Kameralamt Stuttgart abzutreten.